# Гихбург

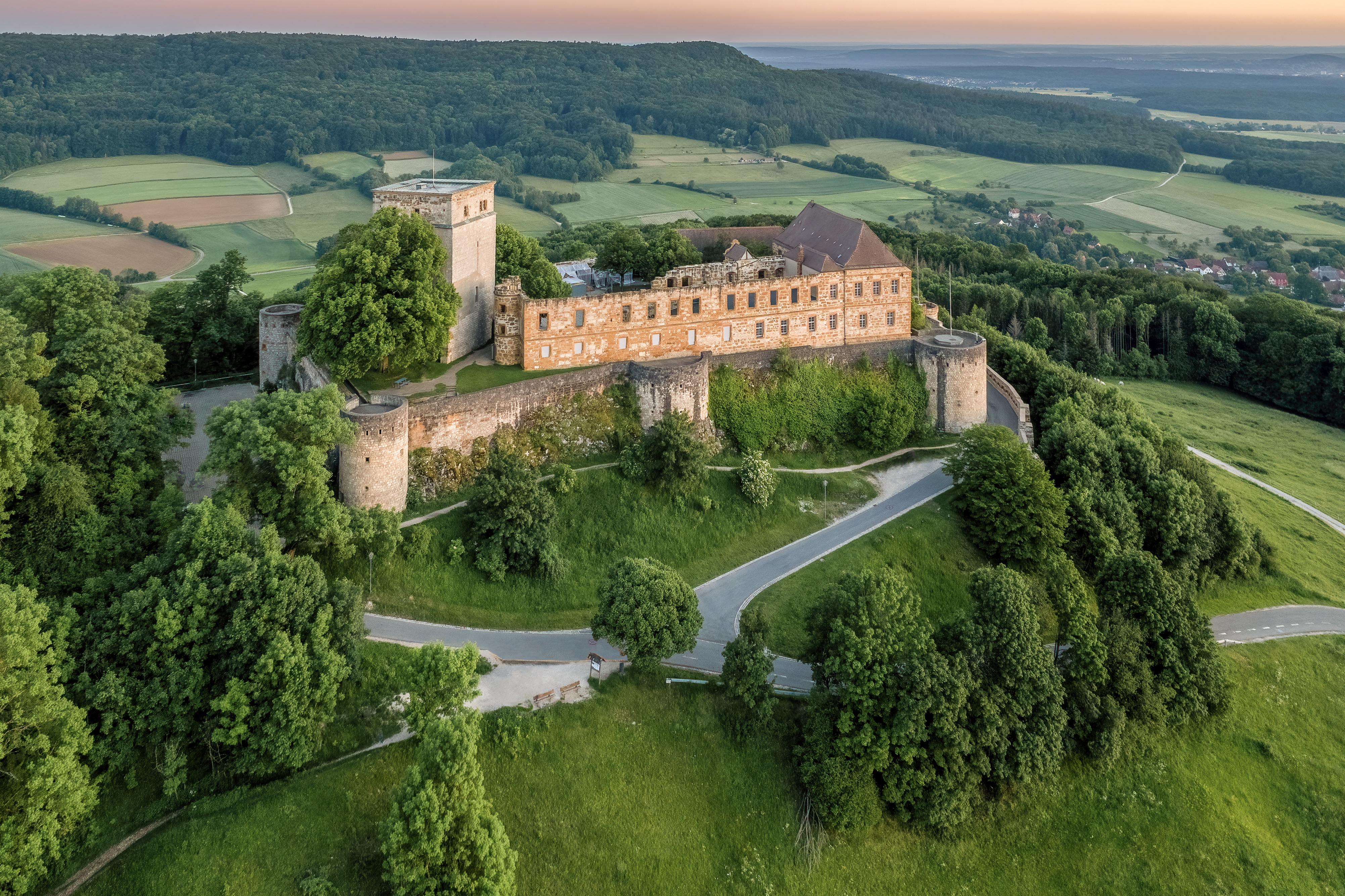
Вид на Гихбург с воздуха в июне 2021 года.

Гихбург — частично реконструированный замок на вершине холма, расположенный в городе Шесслиц в Верхней Франконии, Бавария, Германия. Такое же название носит и городская община, в которой  расположен замок.

## История
Археологические находки указывают на то, что эта вершина холма была укреплена ещё во времена неолита. Замок вошёл в письменную историю в 1125 году, и его последующие владельцы отмечены в завещаниях и прочих юридических документах. В 1142 замок был перешёл к другим владельцам насильственно. Замок перешёл во владение Бамбергского княжества-епископства  в 1390 году, и его последующая история тесно связана с епископством и городом Бамберг. Замок был разрушен и перестроен несколько раз в течение последующих столетий, сначала в 1430 году, во время беспорядков, связанных с гуситами в соседней Богемии, затем в 1525 году во время крестьянской войны и снова в 1553 году во время Второй маркграфской войны.
Замок в очередной раз был перестроен между 1599 и 1609 годами, но с течением веков стал менее полезным для князей-епископов и в конечном итоге пришел в упадок. По мере развития тяжёлых орудий Гихбург больше не был полезен в качестве опорного пункта. Принцы-епископы, особенно Иоганн Филипп фон Гебсаттель, приспособили замок в качестве охотничьего, а более поздние принцы-епископы - в качестве штаб-квартиры конной фермы. Однако после секуляризации 1802 года у Гихбурга больше не было владельца, заинтересованного в его обслуживании и содержании. Бывший замок использовался как карьер для тесаного камня и превратился в руины.
Гихбург был приобретен Германом фон Гихом в 19 веке и оставался в этой семье до 1932 года. Он был приобретен районом Бамберг в 1971 году и был реконструирован как конференц-центр и туристический центр. Вывески описывают историю замка и топографию Верхней Франконии.